# Ca' Dolfin
Ca' Dolfin (detto anche Palazzo Secco Dolfin o Palazzo Dolfin) è un edificio civile situato nel sestiere di Dorsoduro di Venezia vicino a San Pantalon; uno dei numerosi palazzi sparsi per Venezia un tempo posseduti e abitati dalla famiglia Dolfin. Attualmente ospita l'Aula Magna Silvio Trentin dell'Università di Ca' Foscari.

## Storia
Dai rilievi compiuti durante il restauro successivo al 1955 sappiamo che su quel luogo insisteva una costruzione già nel IX secolo. Dalla documentazione archivistica risulta che, nella stessa posizione, nel Duecento esisteva un edificio di proprietà dei Barbo (citati come allora come Barpo) assieme ad altre case attorno.

In una data ignota l'edificio trecentesco dei Barbo fu acquisito dai Secco, una ricca famiglia di origine bergamasca. È pensabile che avesse già la configurazione di un palazzo, visto che prima della cessione la tenevano in affitto a Marcella Marcello per 95 ducati annui. Gli ultimi eredi, che risiedevano da tempo a Padova dove erano stati ammessi nella nobiltà locale, decisero di vendere la casa per 12.000 scudi nel 1621. L'acquirente fu l'importante famiglia Dolfin che presto vi intraprese grandi lavori di modifica.

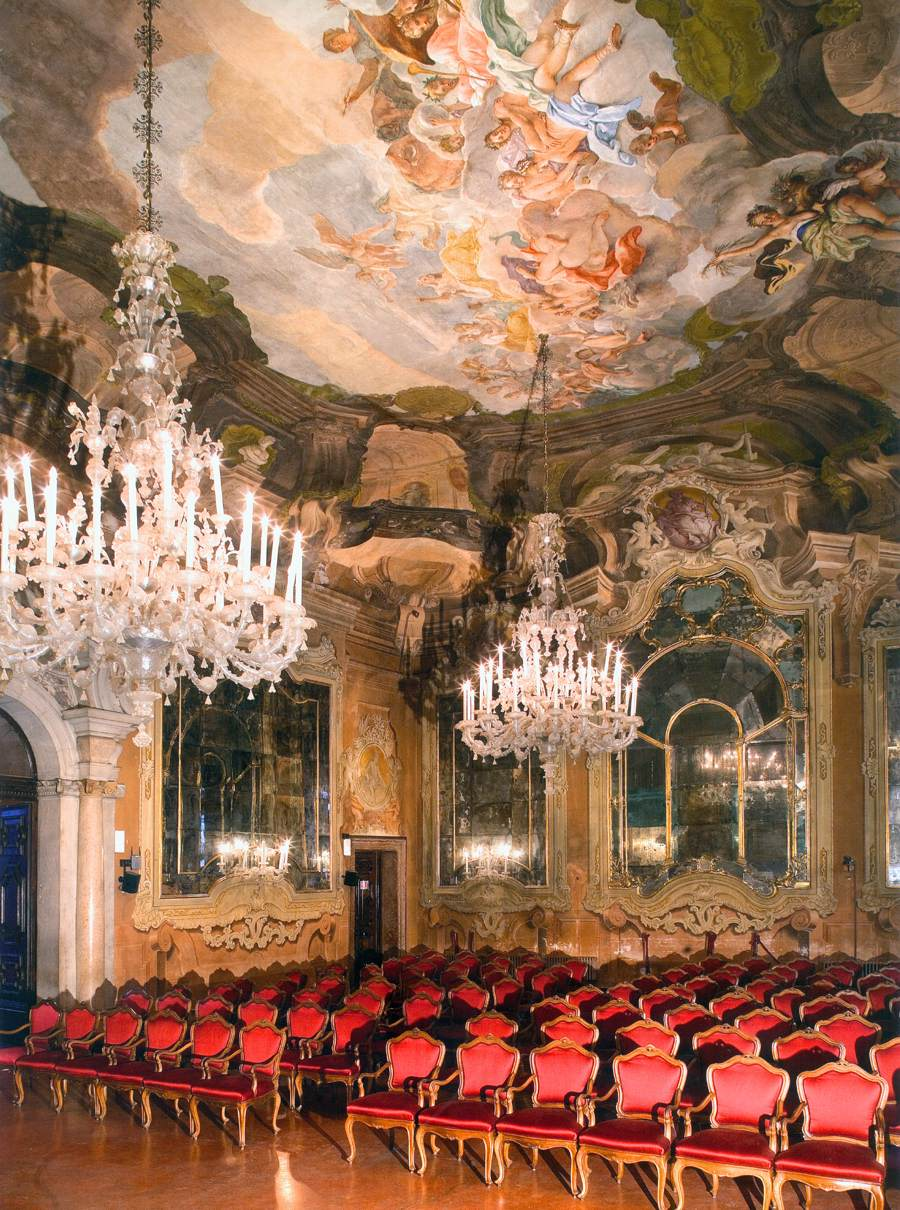
Scorcio del salone di Ca' Dolfin verso est

L'acquirente diretto dell'edificio fu il cardinale Giovanni Dolfin, figlio di Iseppo, questi però morì l'anno successivo per cui si deve quasi certamente al nipote Nicolò l'avvio della ristrutturazione del palazzo. Difatti già nel 1663 Giustiniano Martinioni, nelle sue aggiunte al Sansovino, tiene a segnalare come ragguardevole il palazzo «di Nicolò Delfino grandissimo Senatore, fabbricato […] alla Romana […]» sul «rio di S. Pantaleone». Sicuramente prima che i lavori fossero conclusi venne approntata nel giardino una grande costruzione in legno, provvisoria ma lussuosa, per accogliere il re di Danimarca Federico IV l'11 febbraio nel 1709 con una festa di carnevale ricordata come memorabile. Temanza assegna i lavori di risistemazione a Domenico Rossi, sicuramente questi ultimi furono limitati al salone e all'ultimo piano, mentre i precedenti interventi sono attribuibili ad altri architetti della cerchia del Longhena come Giuseppe Sardi, zio del Rossi.
Nei due decenni successivi i fratelli Daniele III e Daniele IV Dolfin fecero intraprendere un vasto programma iconografico per la decorazione del salone. Lo scopo era la glorificazione della loro storica famiglia. Dapprima, intorno al 1714, chiamarono Nicolò Bambini e Antonio Felice Ferrari per affrescarne il soffitto e successivamente Giambattista Tiepolo per realizzare, tra il 1725 e il 1729, dieci tele con storie dell'antica Roma. In entrambi i casi furono molto probabilmente consigliati da un altro fratello, il patriarca di Udine Dionisio Dolfin, che aveva già commissionato alcuni lavori a tutti questi artisti. Anzi Tiepolo si divise tra le due commesse eseguendo le sue tele negli inverni di quegli anni e riservando la stagione calda per finire gli affreschi udinesi. In onore ai suoi committenti Tiepolo dipinse (probabilmente tra il 1745 e il 1755) anche il ritratto postumo di Daniele IV (morto nel 1729).

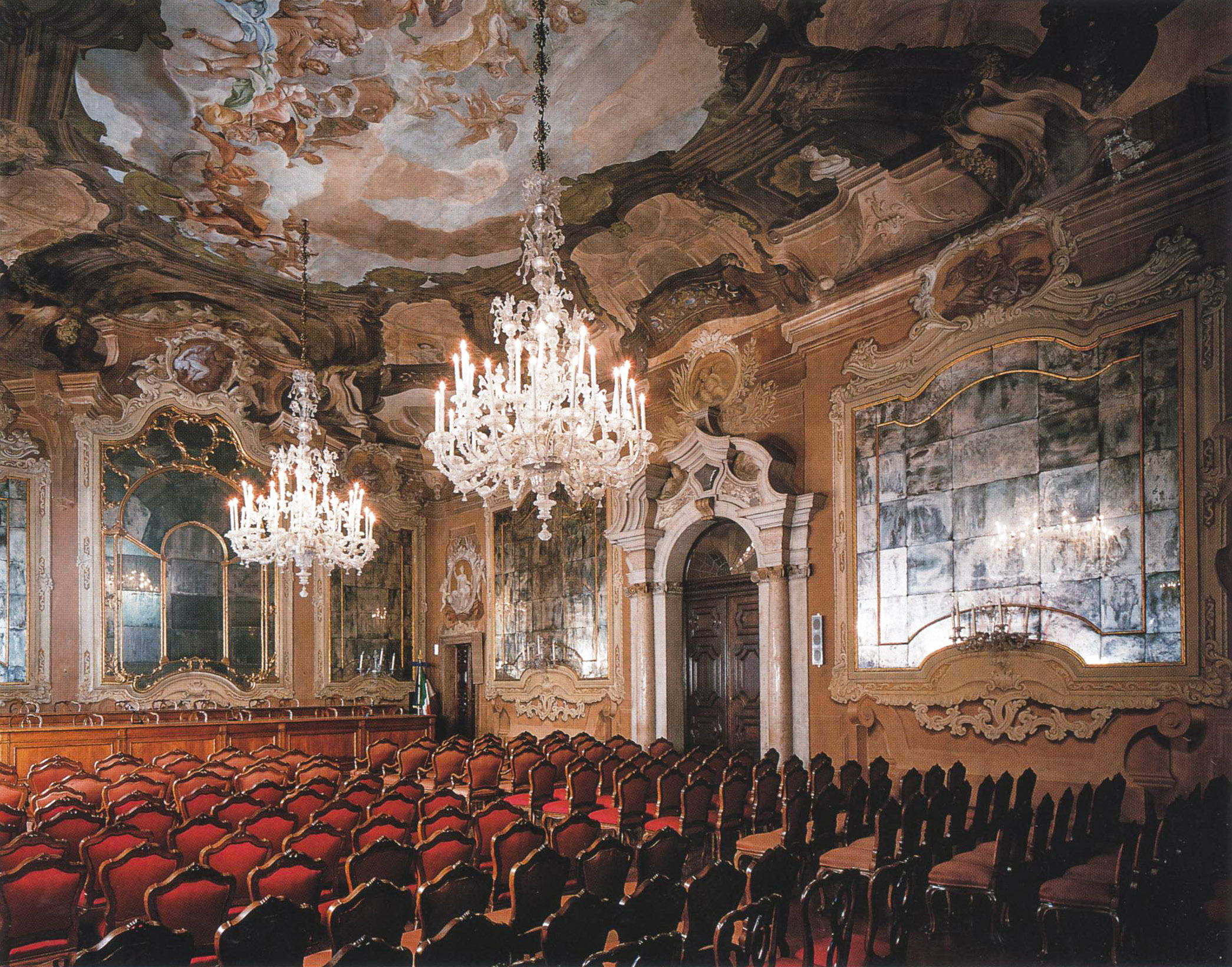
Scorcio del salone di Ca' Dolfin, vista verso nord ovest

Con Andrea (1748-1798) il ramo dei Dolfin di san Pantalon si estinse e il palazzo finì in eredità alla sorella Cecilia Dolfin sposata con Francesco Lippomano e da questa nel 1854 al nipote Giovanni Querini Stampalia. La casa rimase abbandonata per oltre settant'anni fino al 1872 quando, per pagare le tasse di successione, la neonata Fondazione Querini Stampalia fu costretta a vendere prima i Tiepolo (per 6.000 lire) e poi l'intero edificio con le opere contenute all'antiquario Michelangelo Guggenheim per altre 16.520. Solo il ritratto dell'avo Daniele IV (forse perché un tempo ritenuto il ritratto di un procuratore Querini) pervenne al museo della Querini Stampalia dov'è ancora.
Le cifre erano decisamente esigue per ambedue le vendite. Tuttavia bisogna ricordare la sfortuna del barocco e del rococò a quel tempo e lo stesso Tiepolo era considerato soltanto un abile decoratore. Quanto al palazzo era quasi in rovina: i Querini lo avevano utilizzato come cava di materiali pregiati (per esempio i gradini di marmo rosso erano stati completamente smantellati rendendo lo scalone impraticabile) e prima, durante l'insurrezione del 1848, una bomba austriaca ne aveva sfondato il tetto, oltre a questo i vetri rotti delle finestre lasciarono gli interni in balia delle intemperie.
Guggenheim vendette i dieci teleri del Tiepolo al barone Eugen Miller von Aichholz per 50.000 lire, più altre opere a vari clienti per ulteriori 30.000 lire, e nel 1876 il palazzo all'architetto Giovanni Battista Brusa. Le opere rilevate da von Aichholz presero strade diverse e finirono per emigrare in diversi musei di livello internazionale: oggi cinque sono all'Ermitage di San Pietroburgo, tre al Metropolitan Museum di New York e due al Kunsthistorisches Museum di Vienna. Sappiamo che Guggenheim vendette altre opere del palazzo per 30.000 lire ma in mancanza di descrizioni non è possibile identificarle.
Nel 1955 l'Università di Ca' Foscari colse l'occasione di acquistare l'edificio dalla famiglia Ambrosoli. La vicinanza alla sede centrale lo vedeva eleggibile per adattare il prestigioso salone ad aula cerimoniale e il secondo e terzo piano a collegio universitario a imitazione di quelli degli atenei di Pisa e Pavia, Il collegio rimase attivo fino al 1972 quando l'affluenza di massa agli studi superiori obbligò a ricorrere a spazi ben più ricettivi e a un sistema di accesso agli alloggi non più meritocratico ma democratico. Per qualche anno ancora gli alloggi furono gestiti dall'Opera Universitaria ma all'inizio degli anni ottanta passò di nuovo e pienamente nelle disponibilità dell'università: l'Aula Magna, già intitolata a Silvio Trentin nel 1975, venne mantenuta e gli spazi minori convertiti in uffici.

## Descrizione

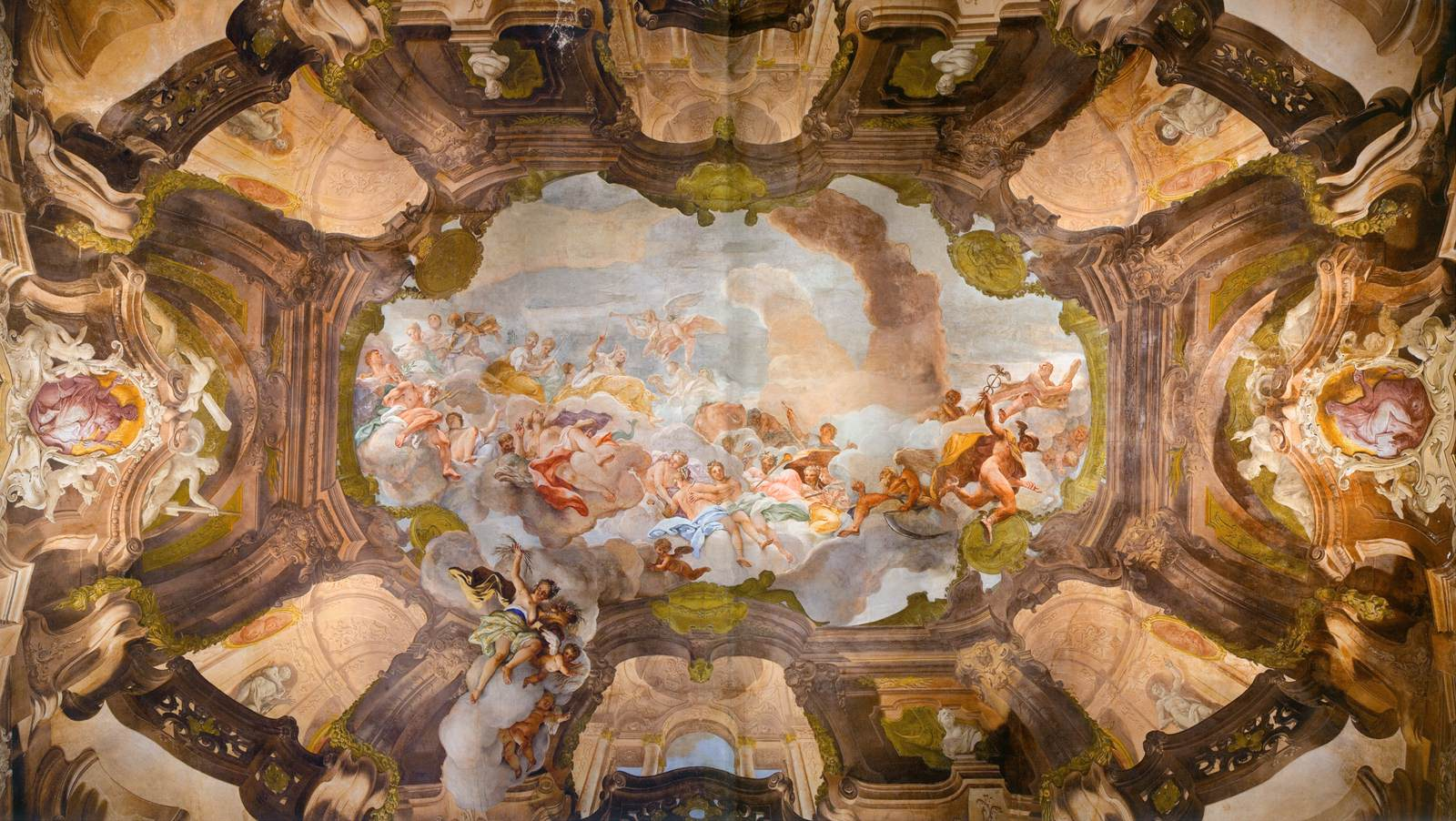
Nicolò Bambini e Antonio Felice Ferrari, Apoteosi di Venezia, affresco, 1714 c.

### Il palazzo
Ca' Dolfin ci appare oggi esternamente pressoché come l'aveva lasciata Domenico Rossi alla fine della sua ristrutturazione. Al di là delle incertezze sugli autori delle due campagne di restauro del XVII e XVIII secolo sappiamo dai rilievi per il restauro a cura dell'Università che il rivestimento dell'intera facciata sul canale risale a un'unica epoca. Questo fronte, di un barocco classicheggiante, denuncia al piano terra la originaria struttura interna tripartita che sopravvive solo in questo piano. È indicativo il gruppo di aperture costituito dalla porta d'acqua accostata ai lati da due finestre destinate all'illuminazione dell'atrio centrale e così le due finestre poste simmetricamente per lato destinate alle più piccole stanze laterali. Le cinque grandi finestre del primo piano invece dissimulano la mancanza di partizioni dell'interno che trasformato, con la demolizione delle quattro stanze laterali, in un unico grande ambiente è allineato al canale: il salone da cerimonia.
La facciata, definita al suo tempo "alla romana", sebbene non venga considerata di grande qualità riesce a ostentare, con il suo totale rivestimento in bianca pietra d'Istria, la grande nobiltà delle dimora, soprattutto nelie grandi aperture del piano centrale limitate dalla continua balaustrata. Curiosi sono i supporti dei davanzali dell'ultimo piano rastremati verso il basso e ornati da un drappeggio, motivo rintracciabile a Venezia solo nel palazzo Stazio Gradenigo a Santa Sofia costruito un secolo prima, contrapposti ai modiglioni a voluta dei davanzali sul piano d'acqua.
Di sicura attribuzione al Rossi è l'ampliamento verso il giardino. Un corpo a "L" costituito da un blocco che estende l'edificio per tutta la sua larghezza e da un altro blocco che si prolunga da un lato dentro al giardino. Da questo punto di vista l'edificio appare di quattro piani, compreso il pian terreno, rivelando l'altezza del salone sul canale corrispondente a quella del primo e secondo piano assieme.
Senz'altro per quanto riguarda gli interni l'opera di spoliazione finita dal Guggenheim era stata accurata. Oltre alle storie romane e al ritratto di Daniele IV Gerolamo di Tiepolo, il palazzo conteneva moltissime altre opere ora disperse. In precedenza, e per altri motivi, era già stato ceduto a Federico Augusto II di Sassonia con la mediazione di Francesco Algarotti, il presunto, e ora perduto, Ritratto della famiglia di Thomas More di Hans Holbein. Manca certamente il busto che, nelle volontà redatte prima della partenza per Costantinopoli, Daniele III Giovanni si era tanto raccomandato di realizzare affinché rimanesse una sua immagine a coronamento del portale principale del salone. Mancano le dieci statue che ne integravano in qualche modo il programma iconografico. Non esistono più gli affreschi di Antonio Felice Ferrari a decorazione della scala monumentale, forse perduti nelle ristrutturazioni del 1876. E di tutti gli altri quadri e arredi enumerati in un inventario del 1771 non rimane più traccia.

### Le decorazioni del salone

#### Gli affreschi
Resta veramente di pregio il grande salone con la volta affrescata da Nicolò Bambini e Antonio Felice Ferrari e dove un tempo era la serie di storie romane dipinte su tela dal Tiepolo. Nelle lacune rimaste dentro le incorniciature affrescate a finto stucco che ospitavano le tele, Brusa, dopo l'acquisto del palazzo nel 1876, adattò delle specchiere anticheggianti.

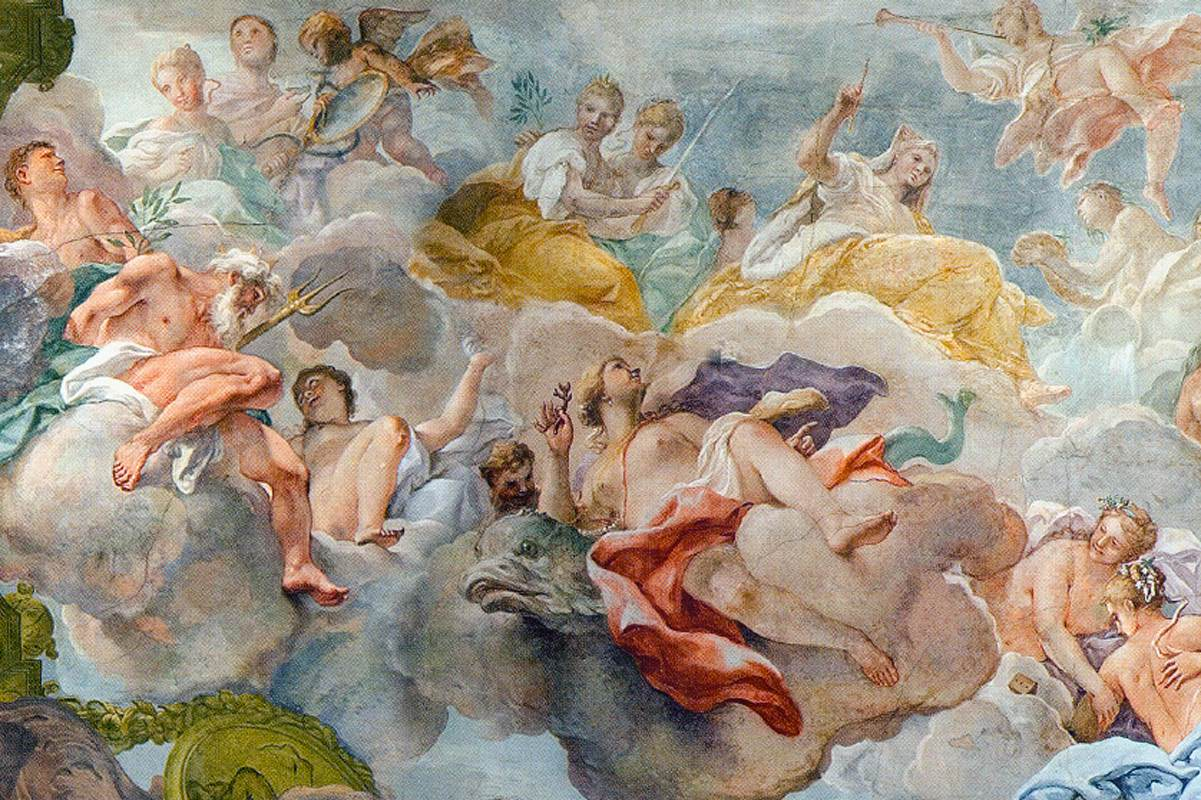
Nicolò Bambini, Apoteosi di Venezia, particolare

Per comprendere lo spirito del programma iconografico commissionato bisogna ricordare che tra la fine del Seicento e la prima metà del Settecento il gusto dell'aristocrazia veneziana per le dimore private si era spostato dal collezionismo accumulativo verso la commissione di grandi complessi di decorazione celebrative parietali introducendo anche la decorazione alla imperitura a fresco dei soffitti. Tecnica fino ad allora utilizzata per le ville di terraferma piuttosto che a Venezia dove erano ancora preferite le tele. Le famiglie più antiche, per ostentare una presunta e fantasiosa 'romanità' originaria, amavano i riferimenti a storie e personaggi dell'antica Roma (o dell'antica Grecia). E la famiglia Dolfin era appunto tra le venticinque case vecchie e tra queste una delle dodici definite Apostoliche.
Una volta concluso il nuovo grande spazio del salone venne dapprima realizzato il grande soffitto affrescato da Nicolò Bambini e incorniciato dalle quadrature di Antonio Felice Ferrari. Gli storici hanno proposto una forbice di date piuttosto ampia per questo, alla fine ristretta al periodo 1710-1715. La morte di Ferrari nel 1720 è senza dubbio largamente il limite ante quem, perché dai suoi biografi sappiamo anche che negli ultimi anni non fu più in grado di lavorare a causa dell'indebolimento della vista e del tremore delle mani, oltre al fatto che grazie al successo del lavoro di Ca' Dolfin lavorò anche nei palazzi Morosini, Nani e Gradenigo. Un ulteriore fatto dirimente è il soggiorno nello stesso palazzo del suo allora allievo e aiutante Girolamo Mengozzi Colonna, documentato tra il 1711 e il 1715.

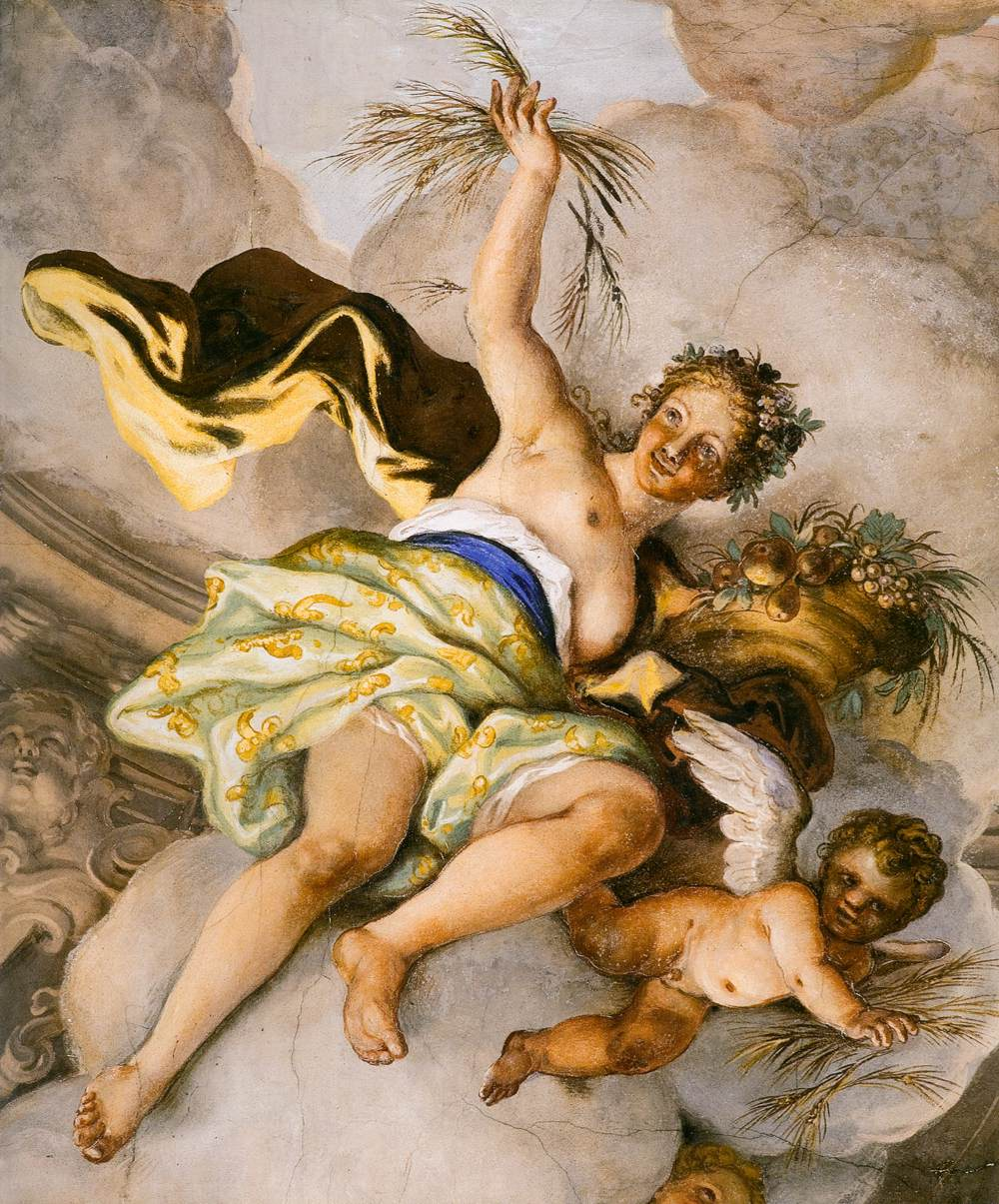
Nicolò Bambini, Apoteosi di Venezia, particolare dell'allegoria dellAbbondanza

Quanto al Bambini, rinomato fapresto, sappiamo che ebbe modo di vantarsi con il visitatore inglese Edward Wright di aver realizzato la sua parte in soli quindici giorni. E in effetti da Luca Giordano, il primo fapresto, riprende la composizione morbida e luminosa delle divinità, delle nuvole, dei drappeggi e delle invenzioni decorative sebbene raffreddate alla ricerca di una precisione accademica; è tuttavia al Liberi che Bambini deve la costruzione delle opulente figure femminili.
La centrale area ovale affrescata dal Bambini rappresenta, con una notevole discrezione, una glorificazione dei Dolfin attraverso una Apoteosi di Venezia: l'unico indiretto riferimento alla casata è il sorridente delfino che spuntando da una nuvola sorregge Anfitrite. Tuttavia nella composizione, che si sviluppa verso l'alto a partire dal lato finestrato sul canale, i vari temi esposti sono significativi delle virtù della famiglia. Emblematiche le figure dell'angelo della Fama, quella più a destra, e dell'allegoria dell'Abbondanza, che fuoriesce dal basso a sinistra a coprire la quadratura, che in questa diagonale racchiudono il concetto delle conseguenze del buon governo. Quasi al centro è la personificazione di Venezia, una donna vestita d'oro, questa volta senza il leone ed esattamente con i medesimi attributi presenti nella tela di Veronese il Trionfo di Venezia a Palazzo Ducale. Alla sinistra le regole che deve seguire il governo: la Giustizia con la spada, la Pace con l'ulivo e più in là la Prudenza con lo specchio e il serpente. Subito sotto non potevano mancare per la Repubblica marinara le divinità marine: Nettuno e la sposa Anfitrite. Spostandosi verso destra, per ricordare come un dovere anche la protezione arti, accanto alle Grazie seguono le personificazioni allegoriche della Poesia, dell'Architettura, della Scultura e della Pittura, a cui segue l'inesorabile Tempo con falce e la clessidra. Per terminare a destra con l'agile figura del messaggero Mercurio sovrastata da Ercole che tiene schiacciati sotto una nuvola i vizi.

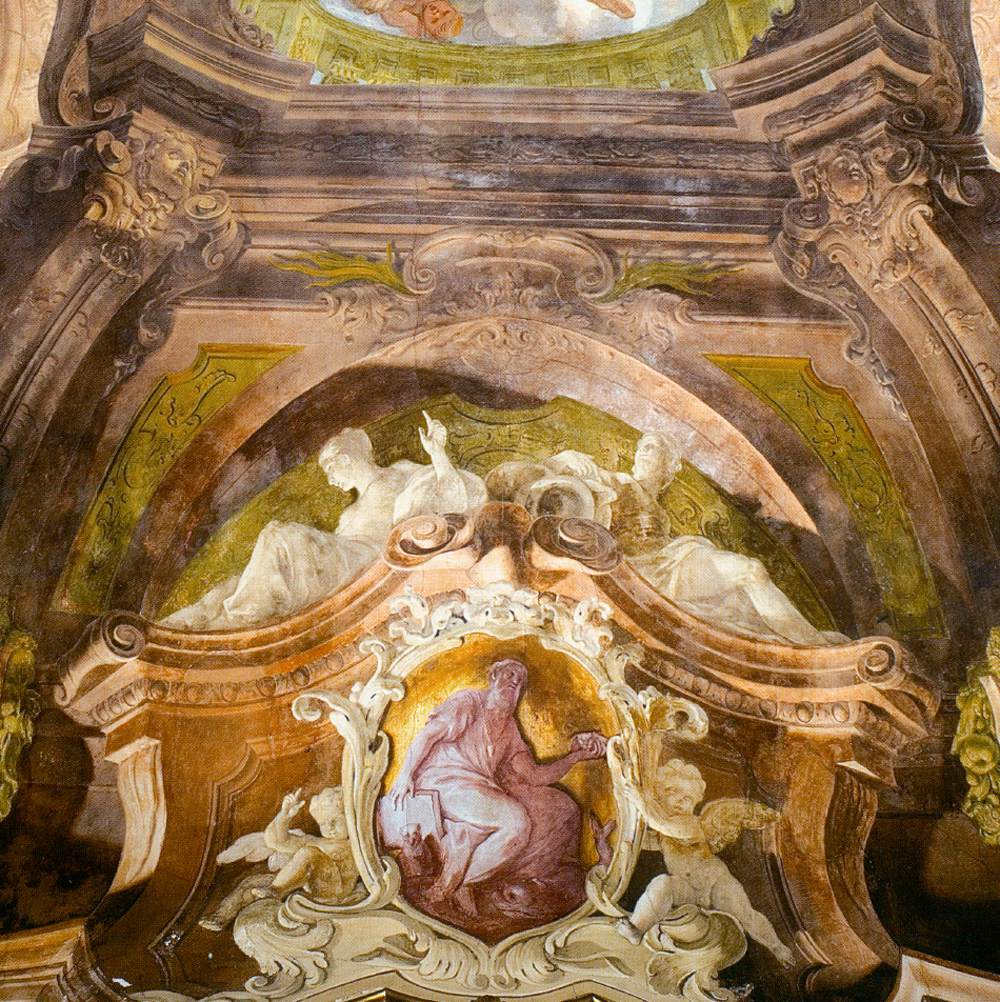
Antonio Felice Ferrari ?, allegoria del Consiglio, sopra l'incorniciatura dove era il Trionfo di Mario di Tiepolo

A circondare la scena scendono dalla volta le quadrature di Ferrari, prima in pieno controluce poi aperte dai terrazzini bibieneschi di luminose nicchie. E in questa discesa si passa dal livello allegorico-concettuale della sommità al livello narrativo delle pareti. Nelle nicchie svettano gli scorci di statue d'eroi e si intravedono degli ovali a monocromo con le effigi di militari in diverse uniformi. Una di queste effigi il cappello tipico dei capitani generali da mar, grado ricoperto da Daniele IV Girolamo, cosa che le fa supporre ritratti perlomeno ideali dei Dolfin. A raccordo finale tra la finta architettura e le incorniciature dei teleri è posta alla sommità di ognuna di queste un'allegoria a monocromo (tutte probabilmente ridipinte) e tutte precisamente riferibili all'Iconologia di Cesare Ripa. Negli studi più recenti si è potuto dimostrare il preciso legame semantico tra queste allegorie e le storie dipinte da Tiepolo.

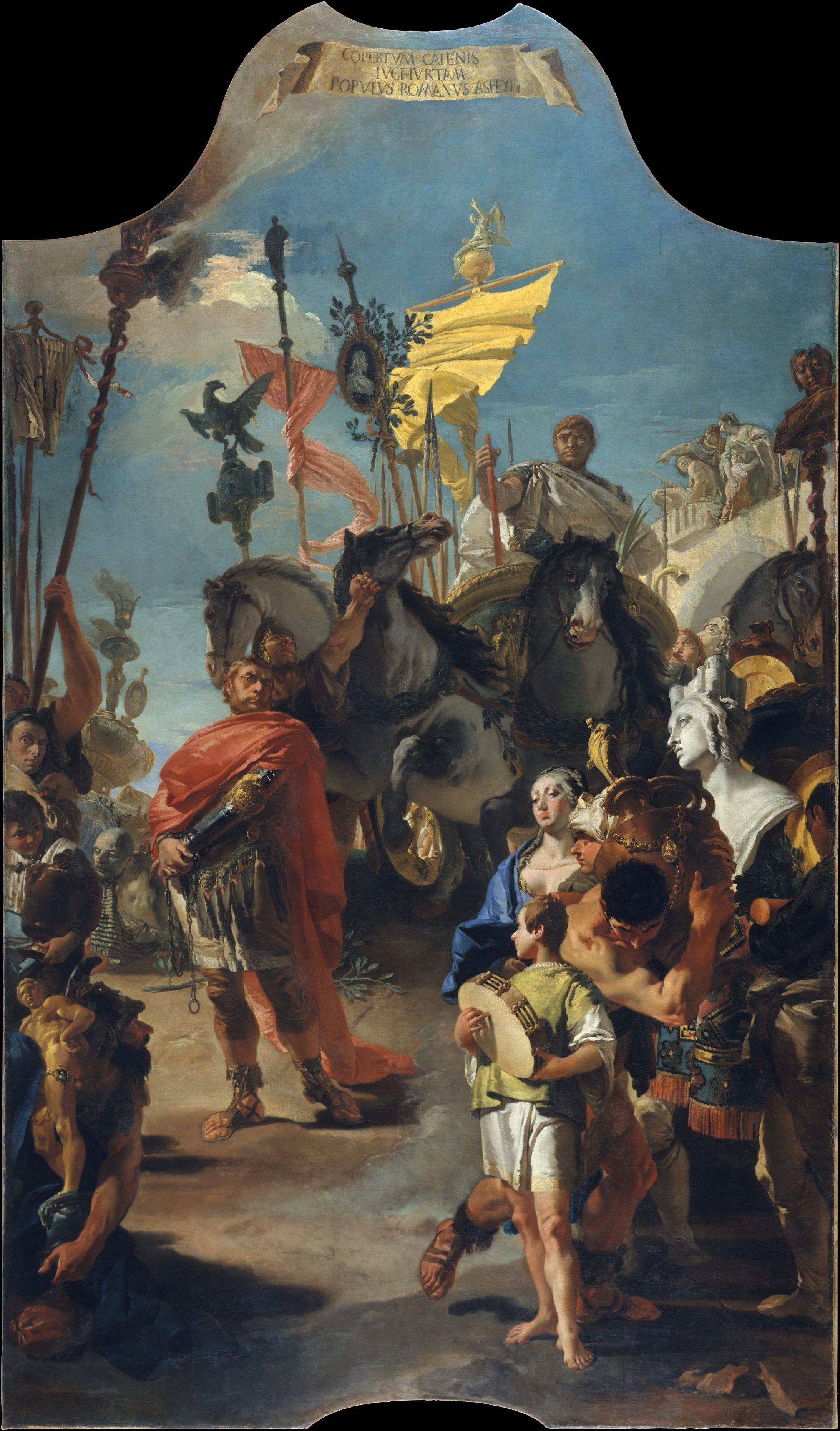
Giambattista Tiepolo, Trionfo di Mario, Metropolitan Museum

#### Le storie romane
La serie dei dipinti di Storie romane di Tiepolo era destinato a narrare le virtù militari e politiche dei Dolfin. L'attenzione a vicende limitate al periodo repubblicano di Roma e l'attenzione particolare ai conflitti contro Cartagine sono evidentemente evocative, da una parte, dello spirito di servizio verso la Repubblica di Venezia, e dall'altra, alla onorevole partecipazione agli eventi bellici contro i turchi che avevano informato l'intera casata.

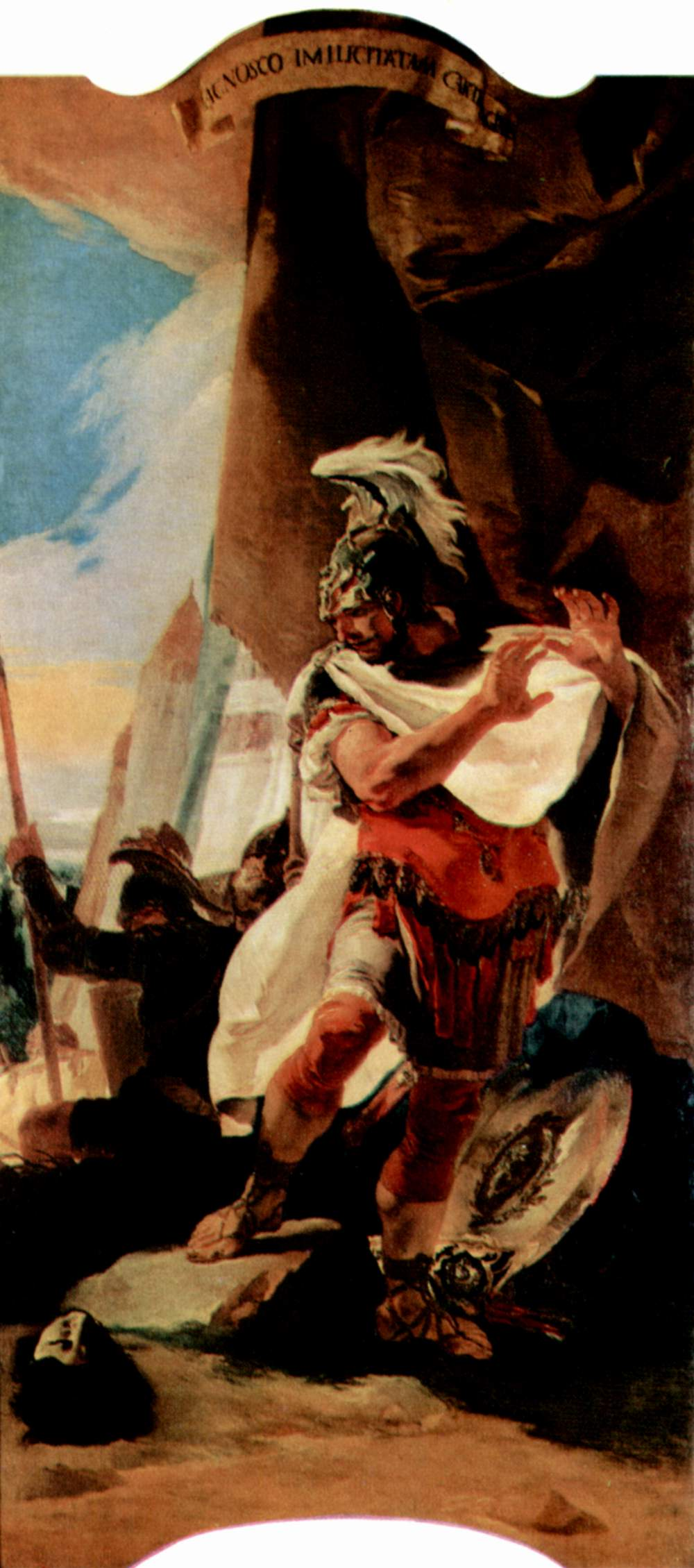
Giambattista Tiepolo, Annibale contempla la testa di Asdrubale, Kunsthistorisches Museum

In questa serie la qualità pittorica di Tiepolo diventa improvvisamente più matura. I colori si schiariscono ma al tempo stesso si vivacizzano nel rapporto complementare dei contrasti cromatici. Evolve così ulteriormente la comprensione del colore veronesiano dei primi artisti rococò come Ricci e Pellegrini.
La dimostrata stretta aderenza dell'artista ai testi di Publio Anneo Floro (di cui era stata pubblicata a Leida nel 1722 un'edizione commentata) e di Tito Livio e l'accurata attenzione al repertorio antiquariale allora noto aveva lo scopo di conferire autorevolezza e veridicità storica alle vicende narrate.
L'aderenza ai testi è presente anche nell'uso di tituli inseriti in cartigli alla cima di ogni tela (per lo più cancellati e talvolta recuperati con errori ortografici dopo la vendita), cosa piuttosto particolare a quel tempo. Tituli che, una volta sciolto il riferimento testuale, e associate le tele alle allegorie sovrastanti, consentono di ipotizzare una più precisa definizione dei soggetti, fino a qualche tempo fa approssimativi. Infine la forma e la dimensione delle incorniciature tuttora rimaste, il collegamento delle allegorie a fresco con le rappresentazioni e i propri tituli e la direzione della luce nelle scene, armonizzata alla posizione delle reali finestre, consente di ricreare la esatta disposizione delle tele.
Entrando dal portale principale, e girando in senso antiorario, dovremmo trovare a destra nella stessa parte dell'ingresso la grande tela di battaglia La presa di Nuova Cartagine (sormontata dall'allegoria dell'Esperienza). Nella parete più stretta a destra (ovest) erano tre quadri di cui quello centrale più grande che dovrebbero essere nell'ordine Fabio Massimo davanti al senato di Cartagine (sormontato dall'Intelligenza), il Trionfo di Mario (il Consiglio) e La dittatura offerta a Cincinnato (a cui corrisponde un'allegoria ormai illeggibile). Nella parete finestrata a sud erano le due tele più piccole: Annibale contempla la testa di Asdrubale (la Cognizione) e Bruto e Arrunte (la Nobiltà). La parete verso est ripete lo schema della parete opposta e la sequenza dovrebbe essere: Muzio Scevola (la Perfezione), la più grande tela del Trionfo di Manio Curio Dentato (il Decoro) e Veturia ferma Coriolano (la Fama buona). Tornando alla parte d'ingresso troveremmo un'altra grande tela La Battaglia di Zama sormontata dall'Immortalità.
Per le celebrazioni del 150º anniversario dalla fondazione l'Università ha creato una rappresentazione virtuale della sala con i teleri del Tiepolo disposti secondo i criteri sopra detti.

## I Dolfin di san Pantalon

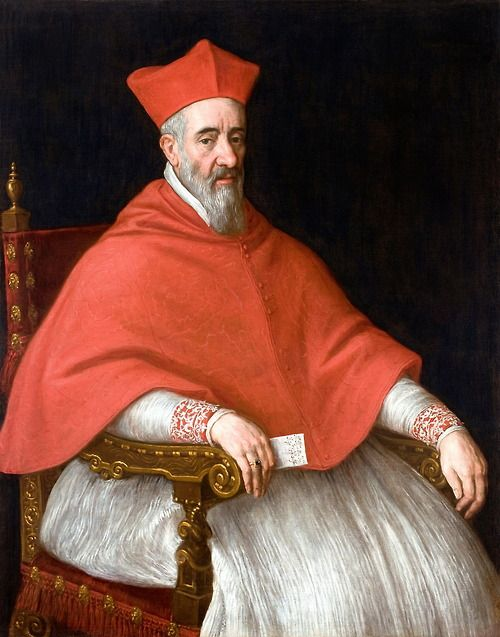
Leandro Bassano, Ritratto del cardinale Giovanni Dolfin

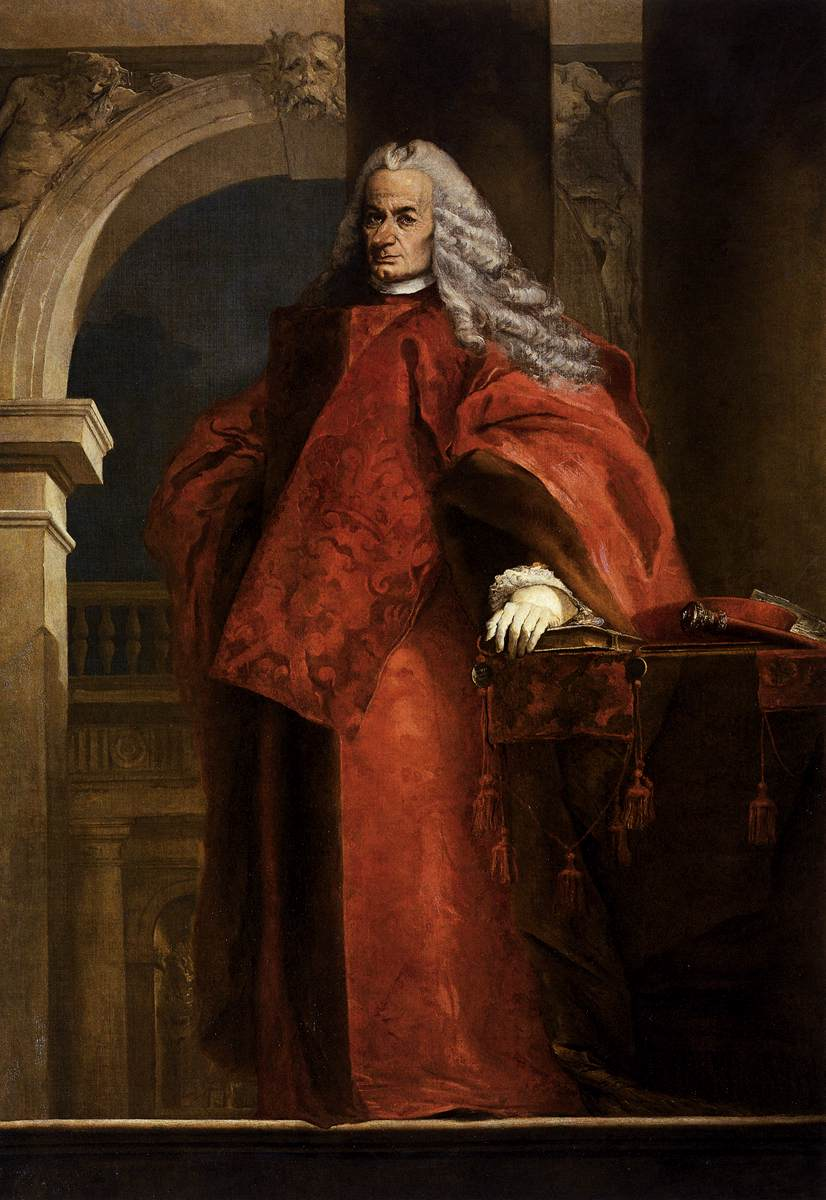
Giambattista Tiepolo, Daniele IV Dolfin Procuratore e Generale da Mar, Pinacoteca Querini Stampalia, Venezia

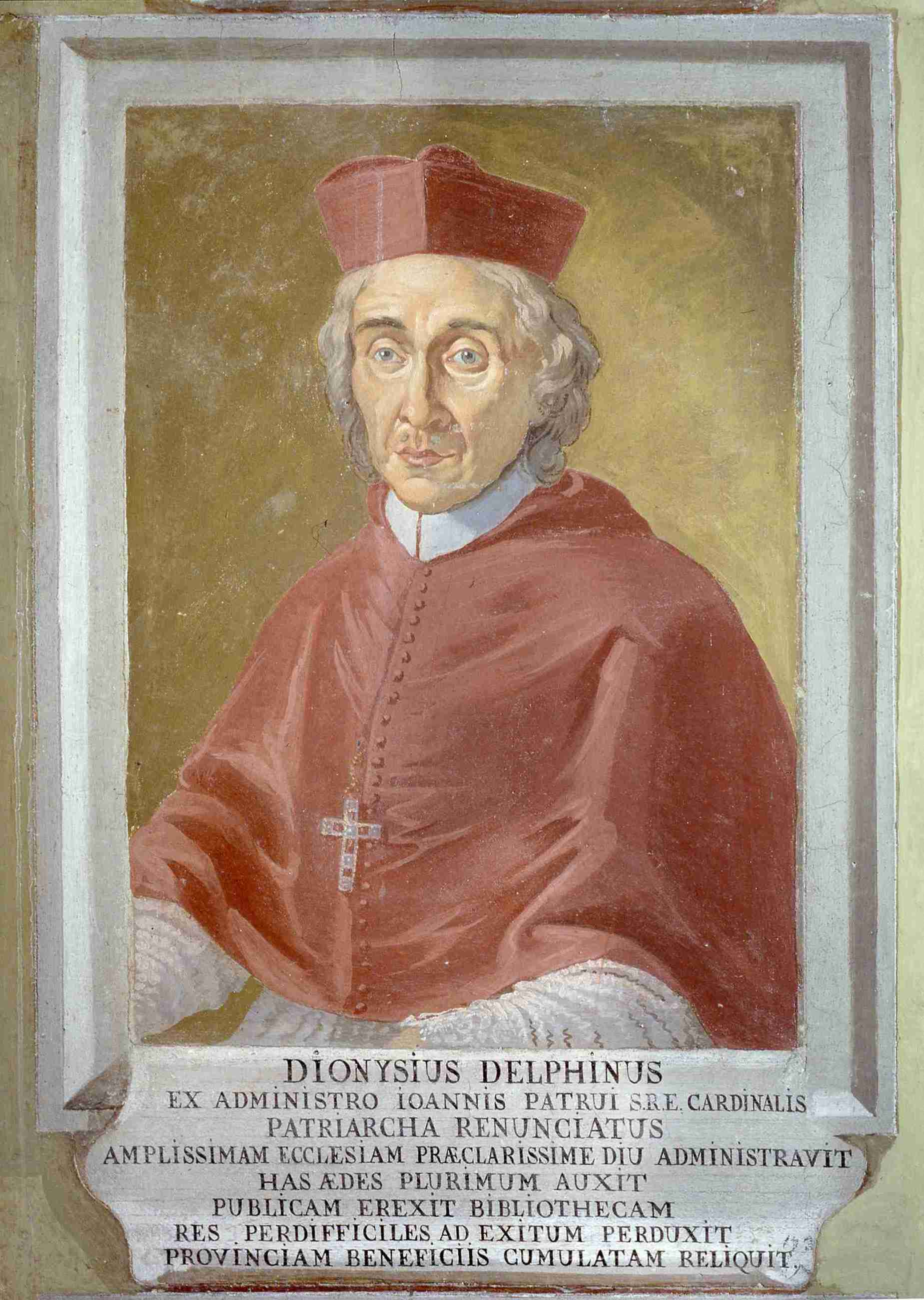
Anonimo, Ritratto del patriarca di Udine Dioniso Dolfin

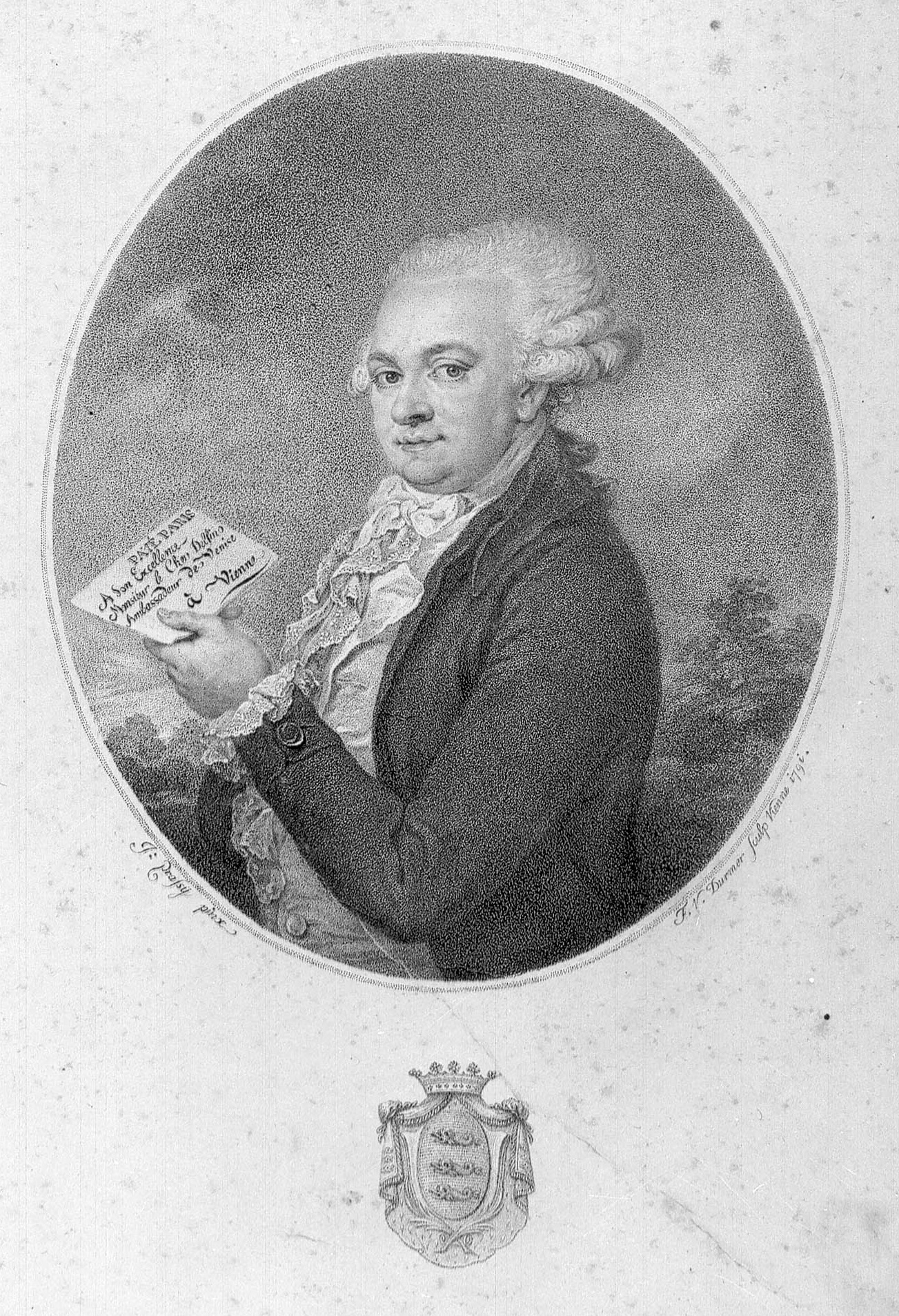
Giuseppe Grassi (disegno), Franz Velentin Durmer (incisione), Daniele Andrea Dolfin ambasciatore, 1791, Museo Correr

Nella parrocchia di san Pantalon esistette un altro e precedente ramo di Dolfin di San Pantalon iniziatosi almeno nel 1259 da tale Giacomo, proveniente dal ramo di san Canzian, ma già estinto alla fine del Quattrocento.
Non si sa se il nuovo, e più noto, ramo giunse a san Pantalon ricevendo delle proprietà in eredità del primo né quale fosse il sito, o i siti, dove i due rami risiedevano; è solo noto che il ramo più recente fu incominciato da Benedetto di Daniele quondam Giovanni (1479?-1527) massaro della Zecca e dal figlio Iseppo (Giuseppe), provveditore, senatore e membro del Consiglio dei X. Senz'altro dal 1621 al 1798 la storia del palazzo rimase legata a quella della dinastia di cui molti membri ricoprirono cariche rilevanti.
- Capostipiti
  - Benedetto Dolfin, di Daniele quondam Giovanni (1479?-1527), nominato massaro alla Zecca per il 1526.
  - Giuseppe Dolfin, figlio di Benedetto (1521-1585), arrivò al grado di Governator de nave, poi ebbe diversi incarichi come provveditore,  e fu anche senatore e membro del Consiglio dei Dieci.

- Figli di Giuseppe
  - Giovanni Dolfin (1545-1622), nella prima parte della vita servi la Repubblica come ambasciatore in Francia, Polonia, Spagna, Vienna e procuratore di San Marco; dal 1603, presi i voti, fu vescovo di Vicenza e dal 1604 cardinale. Fu lui ad acquistare il palazzo dei Secco.
  - Dionisio Dolfin (1556-1626), vescovo di Vicenza.
  - Pietro Dolfin (1561-1593), nella sua breve vita poté coprire solo l'incarico di provveditore sora i Officii.

- Figli di Pietro
  - Nicolò Dolfin (1591-1669) probabilmente unico figlio maschio fu bailo (ambasciatore) a Costantinopoli nel 1645, comandante generale delle forze di terra a Candia nel 1646 poi savio del Consiglio. A lui probabilmente dobbiamo l'avvio dei lavori di restauro del palazzo.

- Figli di Nicolò
  - Giovanni Dolfin (1617-1699), dopo essere stato senatore divenne un ecclesiastico e fu nominato patriarca di Aquileia nel 1657 e poi cardinale, dando inizio alla serie dei patriarchi della famiglia Dolfin; fu anche un letterato.
  - Marcantonio Dolfin (1625-1668), ancora giovane al seguito del padre a Candia fu presto catturato dai Turchi. Non venne più liberato nonostante i ripetuti tentativi di scambio di prigionieri.
  - Daniele II Andrea Dolfin (1631-?) ebbe l'occasione di essere tra gli elettori di quattro Dogi, nel 1694 il Consiglio dei Dieci lo nominò tra i tre magistrati deputati alle Miniere.
  - Giuseppe Dolfin (1622-1657), militare partecipò alla difesa di Candia e, capitano generale, nel 1654 si scontrò con i Turchi nello stretto dei Dardanelli. Svariate fonti, cronache e anche un sonetto ebbero a celebrare il suo valore, sebbene la battaglia non avesse avuto un chiaro vincitore a fronte delle numerose perdite di ambo le parti.
- Figli di Daniele II Andrea
  - Daniele I Nicolò Dolfin (1652-1723), fu Podestà a Brescia nel 1698, poi senatore, ambasciatore a Vienna nel 1701, provveditore generale a Palma nel 1702,  procuratore di San Marco de Supra nel 1705.
  - Daniele II Marco Dolfin (1653-1704) fu nunzio apostolico in Francia nel 1695, vescovo di Brescia nel 1698 (col titolo personale già acquisito di arcivescovo) e l'anno successivo elevato a cardinale; fu anche abate commendatario di alcune abbazie.
  - Daniele III Giovanni Dolfin (1654-1729) fu ripetutamente eletto savio di Terraferma e savio del Consiglio e provveditore alla sanità nel 1692, nello stesso anno fu insignito del titolo di cavaliere della Stola d’Oro, fu anche ambasciatore a Vienna dal 1702 al 1708 e in Polonia dal 1715 al 1716, fu poi nominato podestà di Padova dal 1718 al 1720 e provveditore generale di Palma dal 1720 al 1722, nel 1726 fu inviato come bailo a Costantinopoli dove rimase fino alla morte.
  - Daniele IV Gerolamo Dolfin (1656-1729) fu un militare e un politico, si scontrò numerose volte e vittoriosamente contro i Turchi ma nominato poi Provveditore Generale da Mar (1714-1716) fu sostituito da Andrea Pisani dopo la perdita della Morea, divenne quindi provveditore delle Fortezze e infine nel 1717 fu inviato come ambasciatore in Polonia.
  - Dionisio Dolfin (1663-1734), succedette allo zio Giovanni come Patriarca di Aquileia, a lui si devono le ristrutturazioni del palazzo patriarcale di Udine, con la nuova Biblioteca, la Galleria degli Ospiti e lo Scalone d’Onore incaricando gli stessi artisti che poi consigliò al fratello Daniele Giovanni per i lavori di Ca' Dolfin.

- Figli di Daniele III Giovanni
  - Daniele I Giovanni Dolfin (1676-1752), bandito a lungo da Venezia per aver ferito con la pistola un altro nobile al rientro dei lunghi viaggi per l'Europa fu nominato podestà di Verona nel 1722 e capitano di Padova nel 1748.
  - Daniele III Daniél Dolfin (1685-1762), succedette allo zio Dionisio come patriarca di Aquileia, titolo che mantenne anche dopo la soppressione del patriarcato (1751) e la sua divisione nelle due arcidiocesi di Udine e Gorizia; nel 1747 era stato proclamato cardinale.
  - Daniele IV Andrea Dolfin (1689-?) fu governatore di nave nel 1729 e poi capitano delle navi, indi provveditore generale in Dalmazia dal 1735 al 1738.

- Fine della dinastia Dolfin di san Pantalon
  - Daniele I Giovanni (1725-1752) figlio di Daniele IV Andrea fu uno dei savi agli Ordini.
  - Daniele I Andrea Dolfin (1748-1798 figlio di Daniele I Giovanni, fu ambasciatore a Parigi dal 1780 al 1785, senatore nel 1786, ambasciatore a Vienna dal 1786 al 1792., al ritorno a Venezia fu nel Consiglio dei Dieci e ripetutamente (1793, 1795, 1796) savio di Consiglio, dopo la caduta di Venezia partecipò alla Municipalità come membro del Comitato di Sanità, dopo il trattato di Campoformio fu presidente provvisorio della Municipalità. Fu l'ultimo del ramo di san Pantalon, sposato ma ormai senza figli, a causa della loro morte precoce, i suoi averi passarono alla sorella Cecilia sposata con Francesco Lippomano.

Attraverso i figli di Cecilia, Gasparo e Maria, il patrimonio giunse a Giovanni Querini Stampalia che aveva sposato Maria.